# Peters-Gletscher (Südgeorgien)
Der Peters-Gletscher ist ein Gletscher an der Südküste Südgeorgiens. Er fließt in südlicher Richtung in den westlichen Teil der Cheapman Bay.
Das UK Antarctic Place-Names Committee benannte ihn 1977 nach Nicolaus Peters (1900–1940), von 1937 bis zu seinem Tod Leiter der Reichsstelle für Walforschung in Hamburg.